# Fontana del Glaspalast

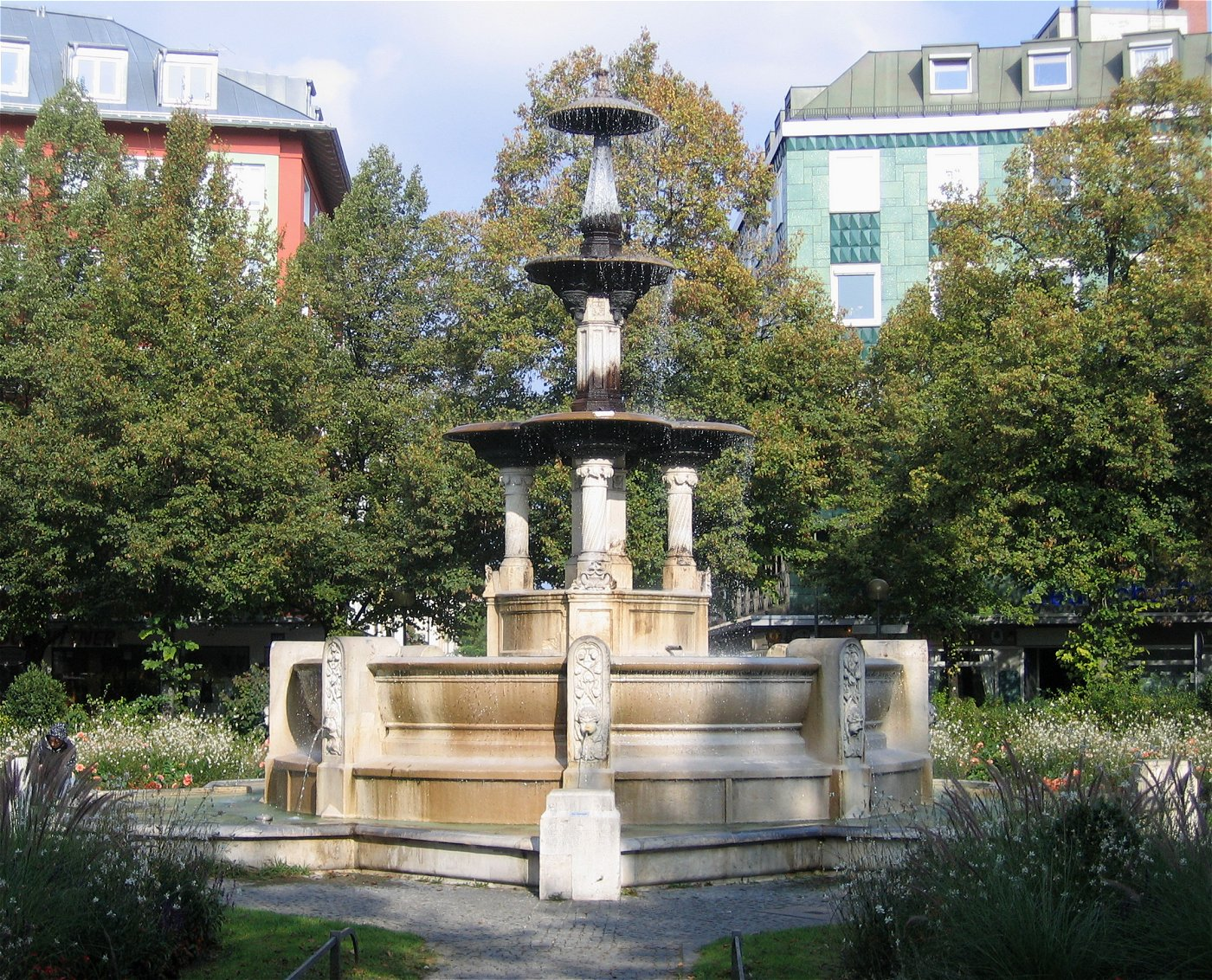
La fontana del Glaspalast

La fontana del Glaspalast (in tedesco Glaspalast-Brunnen) a Monaco si trova nel quartiere di Haidhausen in Weißenburger Platz. È stata creata da August von Voit nel 1853.
In origine si trovava nel vecchio giardino botanico (Alter Botanischer Garten) all'interno del palazzo di vetro, il Glaspalast, da cui prende il nome.
Nel 1875 fu smantellata e rieretta in Orleansplatz, davanti alla stazione est (Ostbahnhof); nel 1974 fu nuovamente spostata all'attuale collocazione.